# Aker Topphåndball
Aker Topphåndbal er en norsk kvindehåndboldklub, hjemmehørende i Oslo. Klubben blev oprettet i 2016, efter en fælles aftale mellem moderklubberne SK Njård og Ullern IF. Klubberne blev enige om at forene sine elitesatsninger i en ny klub, med særligt fokus på ungdomsrækkerne. Klubbens ligahold trænes af Henrik Næss Wilhelmsen.
I den første sæson, 2016/17, overtog klubben SK Njårds plads i den norske 1. division, og Ullerns IFs plads hos klubbens 2. divisionskvinder. 
Klubben rykkede første gang op i den bedste norske Eliteserien i 2019, hvor man første sæson endte på en 7. plads i ligaen.